# Rewolwerowiec

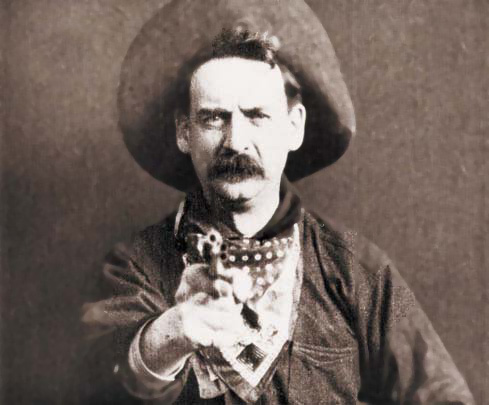
Rewolwerowiec (grany przez aktora Justusa D. Barnesa), klatka 12-minutowego filmu niemego Napad na ekspres (1903)

Rewolwerowiec – polskie tłumaczenie angielskiego pojęcia z Dzikiego Zachodu: gunfighter, gunslinger czy shootist, oznaczającego groźnego człowieka z bronią palną. Angielskie słowo nie zawęża jego znaczenia do władania rewolwerem w sensie stricte krótkiej broni palnej z bębnem obrotowym. Znaczenie w wersji angielskiej odnosi się także do groźnego użytkownika broni palnej długiej, np. powtarzalnych karabinów Winchester.
Przykładowi historyczni rewolwerowcy to m.in. szeryfowie Dziki Bill Hickok, Pat Garrett, Wyatt Earp czy bandyci Billy Kid i John Wesley Hardin lub osoby pracujące w obu fachach na przemian, np. Ben Thompson, czy nawet lekarz dentysta i hazardzista Doc Holliday.